# Ріплі (Теннессі)
Ріплі (англ. Ripley) — місто (англ. city) в США, в окрузі Лодердейл штату Теннессі. Населення — 7800 осіб (2020).

## Географія
Ріплі розташоване за координатами 35°44′46″ пн. ш. 89°32′3″ зх. д. / 35.74611° пн. ш. 89.53417° зх. д. (35.746080, -89.534108).  За даними Бюро перепису населення США в 2010 році місто мало площу 33,28 км², з яких 33,18 км² — суходіл та 0,10 км² — водойми.

## Демографія
Згідно з переписом 2010 року, у місті мешкало 8445 осіб у 3174 домогосподарствах у складі 2148 родин. Густота населення становила 254 особи/км².  Було 3613 помешкання (109/км²).
Расовий склад населення:
| - 53,7 % — чорних або афроамериканців - 43,6 % — білих - 0,4 % — азіатів - 0,2 % — корінних американців |

До двох чи більше рас належало 1,5 %. Частка іспаномовних становила 1,6 % від усіх жителів.
За віковим діапазоном населення розподілялося таким чином: 30,3 % — особи молодші 18 років, 57,2 % — особи у віці 18—64 років, 12,5 % — особи у віці 65 років та старші. Медіана віку мешканця становила 32,6 року. На 100 осіб жіночої статі у місті припадало 83,8 чоловіків;  на 100 жінок у віці від 18 років та старших — 75,1 чоловіків також старших 18 років.
Середній дохід на одне домашнє господарство  становив 34 912 долари США (медіана — 22 808), а середній дохід на одну сім'ю — 40 366 доларів (медіана — 24 173). Медіана доходів становила 32 750 доларів для чоловіків та 28 362 долари для жінок. За межею бідності перебувало 39,2 % осіб, у тому числі 51,9 % дітей у віці до 18 років та 18,2 % осіб у віці 65 років та старших.
Цивільне працевлаштоване населення становило 2617 осіб. Основні галузі зайнятості: освіта, охорона здоров'я та соціальна допомога — 23,6 %, виробництво — 16,5 %, мистецтво, розваги та відпочинок — 11,9 %, публічна адміністрація — 11,7 %.